# Pisídia
Pisídia o Psídia (en llatí Psidia o Pisidia, en grec antic Πισιδία) va ser una regió de l'Àsia Menor situada cap al sud-sud-oest. Històricament, es considerava part de Frígia o de Pamfília i era poblada per la mateixa gent.

## Límits
Els seus límits eren: a l'est la regió muntanyosa d'Isàuria, al sud, Pamfília, a l'oest, Lícia, Cària i Frígia, i al nord Frígia (la Frígia Parorios). De fet, els límits al nord i al nord-oest són difícils de precisa, ja que aquestes parts de Pisídia es consideren sovint parts de Frígia.

## Muntanyes
Estrabó diu que el país era muntanyós, travessat per ramificacions de les muntanyes del Taure però amb algunes valls fèrtils i planes extensament cultivades, especialment amb oliveres.
Les muntanyes que s'estenien des de Frígia (del Cadmus) agafaven el nom de Sardemisus a la vora de Termissos i al districte de Milyas, el de Climax.

## Rius i llacs
A aquestes muntanyes naixien els rius Catarrhactes (actual Düden) i Cestrus (actual Aksu), que regaven Psídia i Pamfília i desaiguaven a la mar Mediterrània per l'anomenat golf de Pamfília. Els llacs principals eren el Coralis, el Trogitis que de vegades es consideren part de Frígia i de Licaònia) segons Estrabó, el Pusgusa o Pungusa (esmentat només per fonts de l'Imperi Romà d'Orient) i el gran llac de sal d'Ascània, anomenat el Gran Llac Salat.

## Economia
Els principals productes del país eren la sal, les arrels d'iris de les que es feien perfums, i vi. A l'època clàssica era famós el vi d'Amblada, molt recomanat pels metges de l'època, segons Plini el Vell.

## Ciutats i districtes
Les principals ciutats eren: Antioquia de Pisídia, Sagalassos, Etenna, Isionda, Termessos, Philomelium, Neàpolis de Psídia, Selge, Tyaricum, Pednelissos, Cibira, Enoanda, Bubon, Lirbe, Laodicea i Katakekaumene.
Es dividia en diversos districtes dels que es coneixen:
- Al sud-oest, a tocar de Lícia, el districte de Milias (Μιλυάς) o Milíada
- Al costat de l'anterior Cabàlia

## Població i llengua
Els habitants de Pisídia, els pisidis, eren d'ètnia frígia indoeuropea, però estaven molt barrejats amb els cilicis i els isauris. La llengua dels pisidis es creu que era d'origen frigi i, per tant, seria una llengua indoeuropea dins de la branca anatòlica.

## Història
Sota domini persa al segle vi aC, van participar amb un contingent a la invasió de Xerxes I de Pèrsia a Grècia. Alexandre el Gran va conquerir Sagalassos en la seva marxa cap a Pèrsia però la ciutat de Termessos li va fer front. Nominalment dins Macedònia, després de la mort d'Alexandre va 
ser inclosa als dominis de Perdicas d'Orèstia i va ser concedida a Èumenes de Càrdia, que mai la va ocupar. Després va quedar en mans d'Antígon el borni l'any 321 aC perquè va ser considerada una part de la satrapia de Frígia, encara que probablement només en formaven part el nord i nord-oest, on constituïa l'anomenada Frígia Pisídica, mentre que la resta del país es devia mantenir independent. Consta que s'hi emetia moneda.

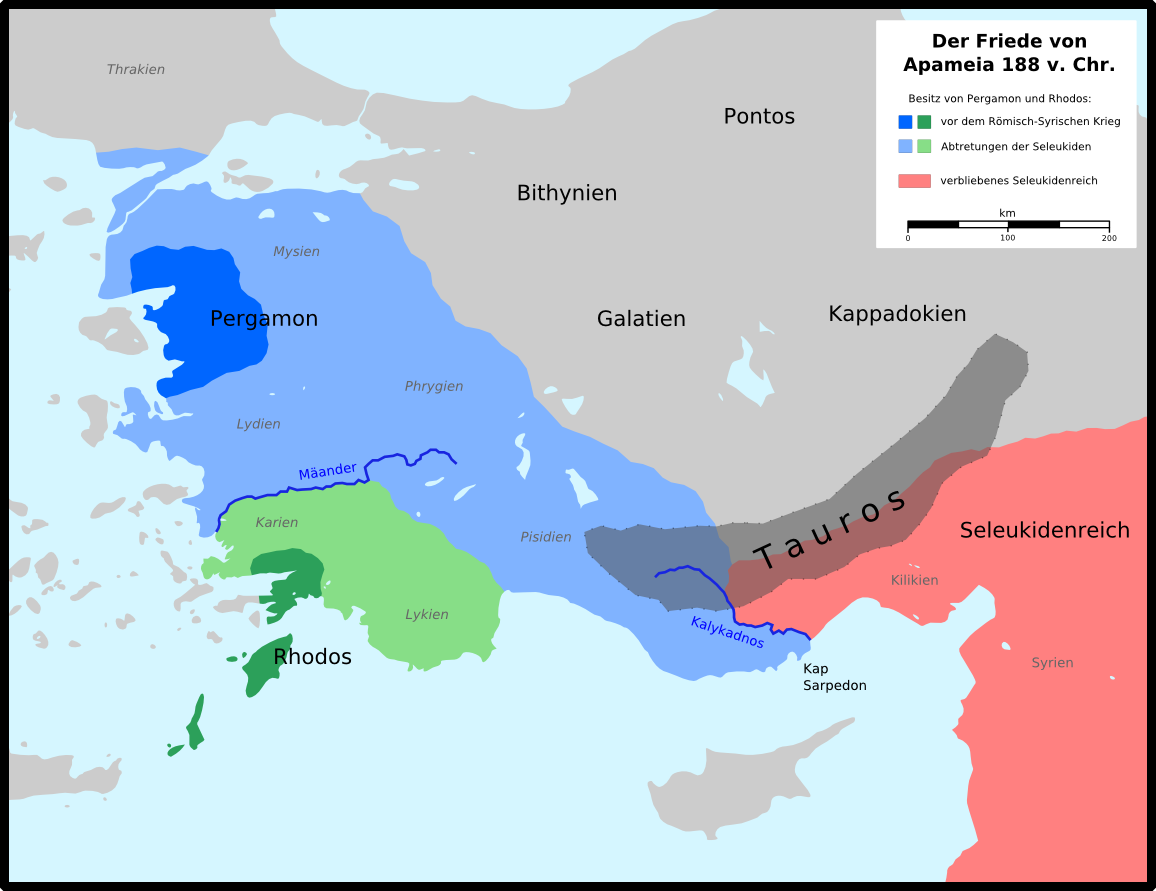
Situació de Pisídia i veïns dins del regne de Pèrgam, després del tractat d'Apamea.

L'any 301 aC el país, que seguia de fet independent, va passar als selèucides que van establir algunes ciutats com Selèucia Sídera i van dominar millor el país, però només parcialment, tot i que l'hel·lenisme va fer molt de camí. Durant l'època selèucida els pisidis es van dedicar a fer incursions per les regions veïnes.
Derrotat Antíoc III el Gran, amb la pau d'Apamea es va assignar el país al Regne de Pèrgam (188 aC) però de fet es va mantenir independent. L'any 133 aC el Regne de Pèrgam va passar per testament a Roma i Psídia va quedar dins la província d'Àsia. Cap a l'any 125 aC va ser entregada al regne de Capadòcia, que no en va poder tenir el control, tornant aviat a Roma (102 aC). Els romans la van haver de conquerir i el 88 aC es va incloure al territori de Cilícia juntament amb tres districtes de Frígia (Laodicea, Apamea, i Sínnada. Altre cop va ser part de la província d'Àsia a la meitat del segle i aC, potser l'any 39 aC quan Marc Antoni la va donar al seu aliat el tetrarca Amintes de Galàcia, al que va encarregar de sotmetre els bandits coneguts com a homonadesi, que dominaven la zona muntanyosa i controlaven les comunicacions entre Psídia i Pamfília, però Amintes va morir a la lluita i Galàcia va ser província romana incloent Psídia. Finalment els homonadesi van ser exterminats l'any 3 aC però els romans encara no hi havien pogut establir cap colònia ni mantenir-hi guarnicions i les ciutats sotmeses simplement pagaven un tribut però conservaven la independència. Sota August es van donar terres als veterans de l'exèrcit i es van establir vuit colònies, destacant les d'Antioquia, Sagalassus, Olbasa, Cremna i Comama.
Progressivament la regió es va llatinitzar. Pau de Tars va visitar Antioquia, que després del 311 va serla seu metropolitana de Pisídia.

### Pisídia (província romana)

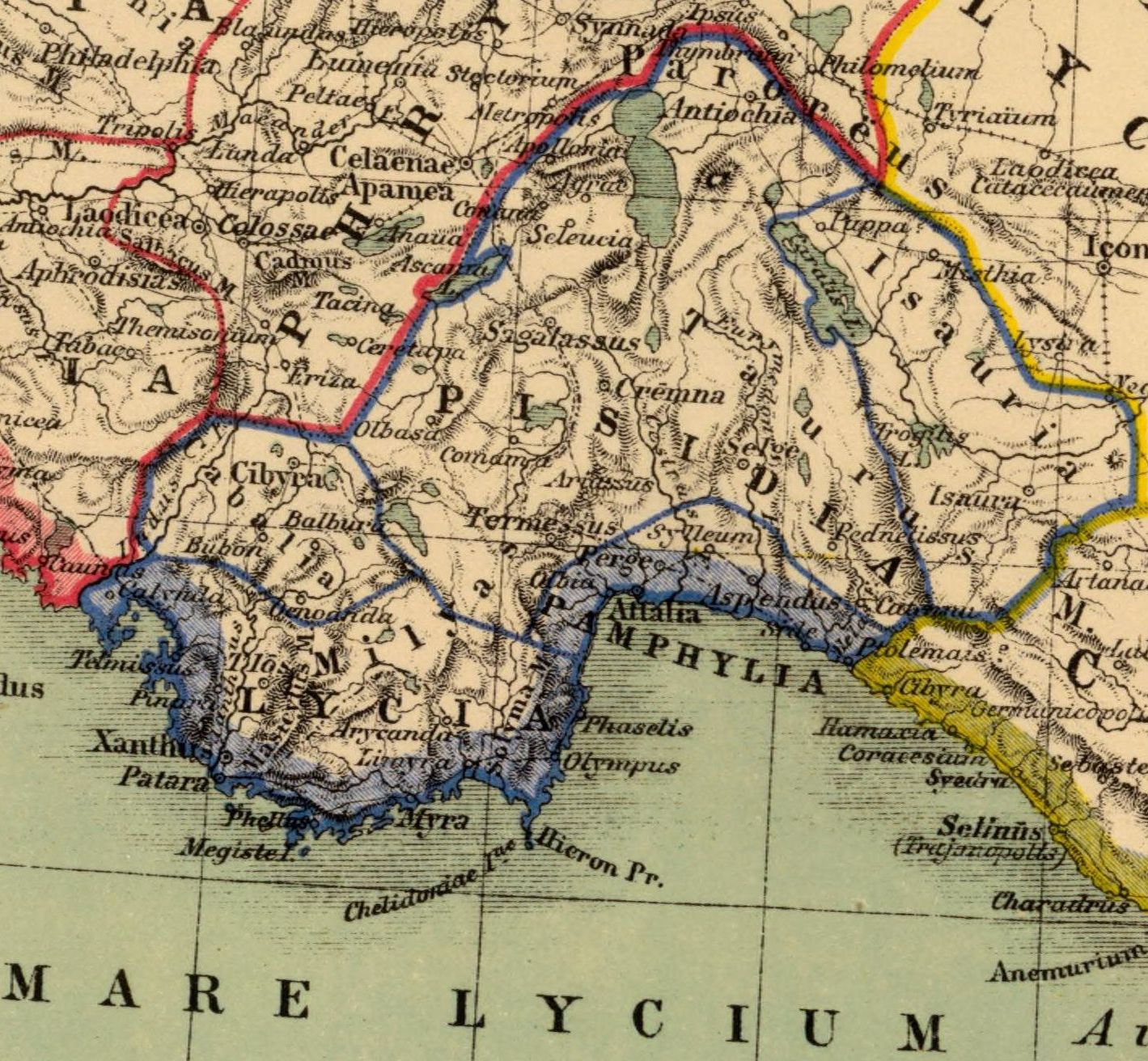
Mapa amb divisions de l'Àsia citerior. Mapa d'Heinrich Kiepert.

Cap a l'any 294 Pisídia es va constituir en província per la reorganització de Dioclecià amb Antioquia com a capital, formada bàsicament per la Pisídia i part de la Licaònia, dins la diòcesi asiana. Limitava a l'est amb Capadòcia, al sud amb Isàuria i Lícia i Pamfília, a l'oest amb Frígia Primera i al nord amb Galàcia i Frígia Segona.
Al segle iv es va ampliar lleugerament amb la Frígia Parorios però la zona del Gran Llac Salat (Acanius) es va incloure a Licaònia. En període cristià va tenir 25 seus episcopals. La província encara existia en temps de l'emperador romà d'Orient Justinià.

### Edat mitjana
L'any 518 la regió va patir un terratrèmol devastador i el 541-543 va patir una plaga (una pesta); més tard hi va haver altres terratrèmols i als segles VII, VIII i IX va sofrir incursions dels àrabs. Va passar als turcs seljúcides després del 1071, que la van disputar diverses vegades amb els romans d'Orient fins al 1176 quan, després de la batalla de Miriocèfalon el control turc es va imposar definitivament.